# 白井のり子
白井 のり子（しらい のりこ、1962年1月27日 - ）は、熊本県熊本市出身の経営者、元公務員、元俳優。旧姓名は辻 典子（つじ のりこ）。
サリドマイド胎芽病児として映画出演や講演活動を行っていた。

## 経歴
不眠症に悩んでいた母親が妊娠中に服用していた睡眠薬に含まれていたサリドマイドの副作用で、両腕のない状態で生まれた。1歳の時に父親が蒸発し、以後看護婦である母親の手で育てられた。幼少期はいじめを心配した母親の方針で幼稚園には通わなかったため一人で遊び、両足を手のように使うことを覚えた。1968年4月、熊本市立碩台小学校に入学。
高校卒業後の1980年4月、熊本市役所に入庁し2006年3月31日までの26年間勤務した。20歳だった1982年、日本で初めて足でハンドル操作が可能な「足動式改造車」での運転免許を習得した。1983年に5歳年上の男性と結婚、一男一女をもうけた。
1981年、映画監督の松山善三によって製作された白井の生い立ち描いたドキュメンタリー風の映画『典子は、今』に、松原典子役で出演。松山は、白井が公務員として採用されたというテレビのニュースを見て、足を手のように動かす白井の姿に感銘を受け「彼女の努力を描くことによって見る人に自分の生き方を問い直してほしい」と白井の出演を思い立ち、公務員の営利企業への従事制限を熊本市長から特別に許可を得て実現した。
同映画は国内で大ヒットを記録したが、白井を一目見ようと熊本市役所に押しかける人々が続出、また白井の下へは感想の手紙が殺到した。白井はこうした自分の想像を超える反響の大きさに、映画の意義を感じつつも、「映画の自分が本来の自分から独り歩きしている」と困惑した。しかし、それから時間が経ち、自分を客観的に見つめられるようになったと感じ、2005年にそれまで断り続けてきた講演をはじめて行う。
2006年3月で熊本市役所を退職、個人事務所「スマイルビー白井のり子事務所」を立ち上げ、自身のこれまでの生い立ちや経験を語る講演や執筆活動を開始した。同年に初の著書『典子44歳 今つたえたい』を出版、2007年には『典子は、今』が初めてDVDで発売された。2013年で講演活動を終了した。
2014年4月、事務所内にコンピュータ関連事業「スマイルビー」を開設。2023年4月、「株式会社スマイルビー」を設立し代表取締役に就任する。